# Оксид-бромид гольмия(III)
Оксид-бромид гольмия(III) — неорганическое соединение, 
оксосоль гольмия и бромистоводородной кислоты с формулой HoOBr,
кристаллы.

## Получение
- Разложение кристаллогидрата бромида гольмия(III) при нагревании:

{\displaystyle {\mathsf {HoBr_{3}\cdot xH_{2}O\ {\xrightarrow {400-580^{o}C}}\ HoOBr+2HBr+(x-1)H_{2}O}}}

## Физические свойства
Оксид-бромид гольмия(III) образует кристаллы
тетрагональной сингонии.